# Psalm 58
Der 58. Psalm (nach griechischer Zählung der 57.) ist ein Psalm Davids (מִזְמוֹר לְדָוִד mizmor ledavid) und einzuordnen in die Reihe der „Klagelieder des Volkes“.

## Gliederung
Hermann Gunkel gliedert den Psalm folgendermaßen:
- Vers 2 f.: Anrede und Frage
- Vers 3: Vorwurf
- Vers 4–10: Die frevelnden Diener der „Götter“
  - Vers 4–6: Ihr ruchloses Gebaren
  - Vers 7–10: Flüche auf dieselben
- Vers 11 f.: Wunsch des Gerechten

## Textkritische Probleme
Der Psalm wirft das Problem auf, welche mit der Anrede „Götter“, hebräisch אלם, gemeint sind. Hier gibt es zwei verschiedene Deutungen: Entweder versteht der Psalmist hierunter wie im Psalm 82 tatsächlich Götter als Mitglieder des Pantheons, oder es sind Machthaber gemeint, die ironisch als „Götter“ bezeichnet werden. Letztere Variante legt ein Großteil der Übersetzungen nahe: Lutherbibel, Einheitsübersetzung, Neue Genfer Übersetzung, die Gute Nachricht und Neues Leben reden von „Mächtigen“, während allein die sehr texttreue Elberfelder Bibel mit „Götter“ übersetzt.

## Stundengebet
Wegen seiner Anstößigkeit als Fluchpsalm ist dieser Psalm ebenso wie die Psalmen 83 und 109 sowie einzelne weitere Verse 1970 aus dem Stundengebet der katholischen Kirche gestrichen worden.